# Xyphinus gibber
Xyphinus gibber là một loài nhện trong họ Oonopidae.
Loài này thuộc chi Xyphinus. Xyphinus gibber được Christa Deeleman-Reinhold miêu tả năm 1987.